# Sirene (film 1994)
Sirene (Sirens) è un film del 1994, diretto da John Duigan.

## Trama
Un giovane prete anglicano, Tony, e sua moglie Estella vengono inviati in Australia dall'Inghilterra per prendere servizio in queste nuove terre selvagge. Durante il viaggio viene chiesto loro di fare una pausa presso la dimora del famoso pittore Norman Lindsay (personaggio realmente esistito), artista locale accusato di dipingere temi blasfemi.
La permanenza nella dimora dell'artista, immersa nel verde dell'Australia, con splendide modelle nude che girano per casa e discorsi molto lontani dalle tematiche religiose (come l'esistenza di Atlantide), porterà i due coniugi ad affrontare la propria repressione sessuale e a rivalutare la propria vita di coppia.